# Idaea benescripta
Idaea benescripta là một loài bướm đêm trong họ Geometridae.